# Encina de San Silvestre
Encina de San Silvestre is een gemeente in de Spaanse provincie Salamanca in de regio Castilië en León met een oppervlakte van 23,76 km². Encina de San Silvestre telt 111 inwoners (1 januari 2016).

## Demografische ontwikkeling
Bron: INE, 1857-2011: volkstellingen